# Ruker-Provinz
Die Ruker-Provinz ist eine kratonisierte geologische Einheit in Ostantarktika. Das Alter kann bis ins Archaikum von bis zu ca. 3900 mya zurückverfolgt werden. Die frühesten Protolithe (Ausgangsgesteine) kristallisierten um 3390 mya aus. Aus ihnen bildete sich das granitisch-orthogneisische Grundgebirge der südlichen Prince Charles Mountains, das von einer mächtigen Sequenz von Metasedimente überlagert wurde. In diese drangen mehrfach verschiedenartige Intrusionen ein. Metamorphosen überprägten die Gesteinspakete relativ moderat. Die aus der Eisbedeckung ragenden Berge erreichen Höhen bis über 2000 Meter.

## Erstreckung

Karte von Antarktika
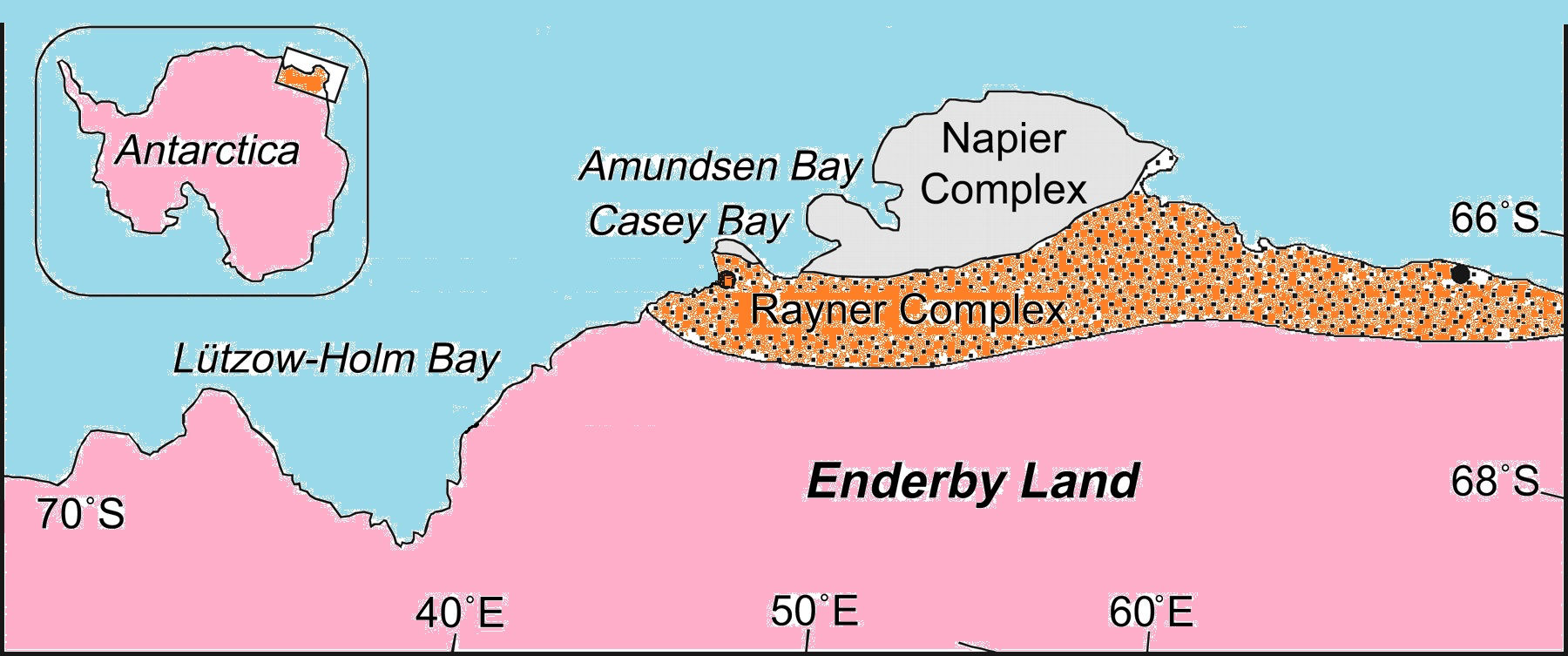
Lage des Enderbylandes mit dem Napier-Komplex, der Rayner-Provinz und dem Lützow-Holm-Komplex
Vereinfachte geologische Karte des Enderbylandes
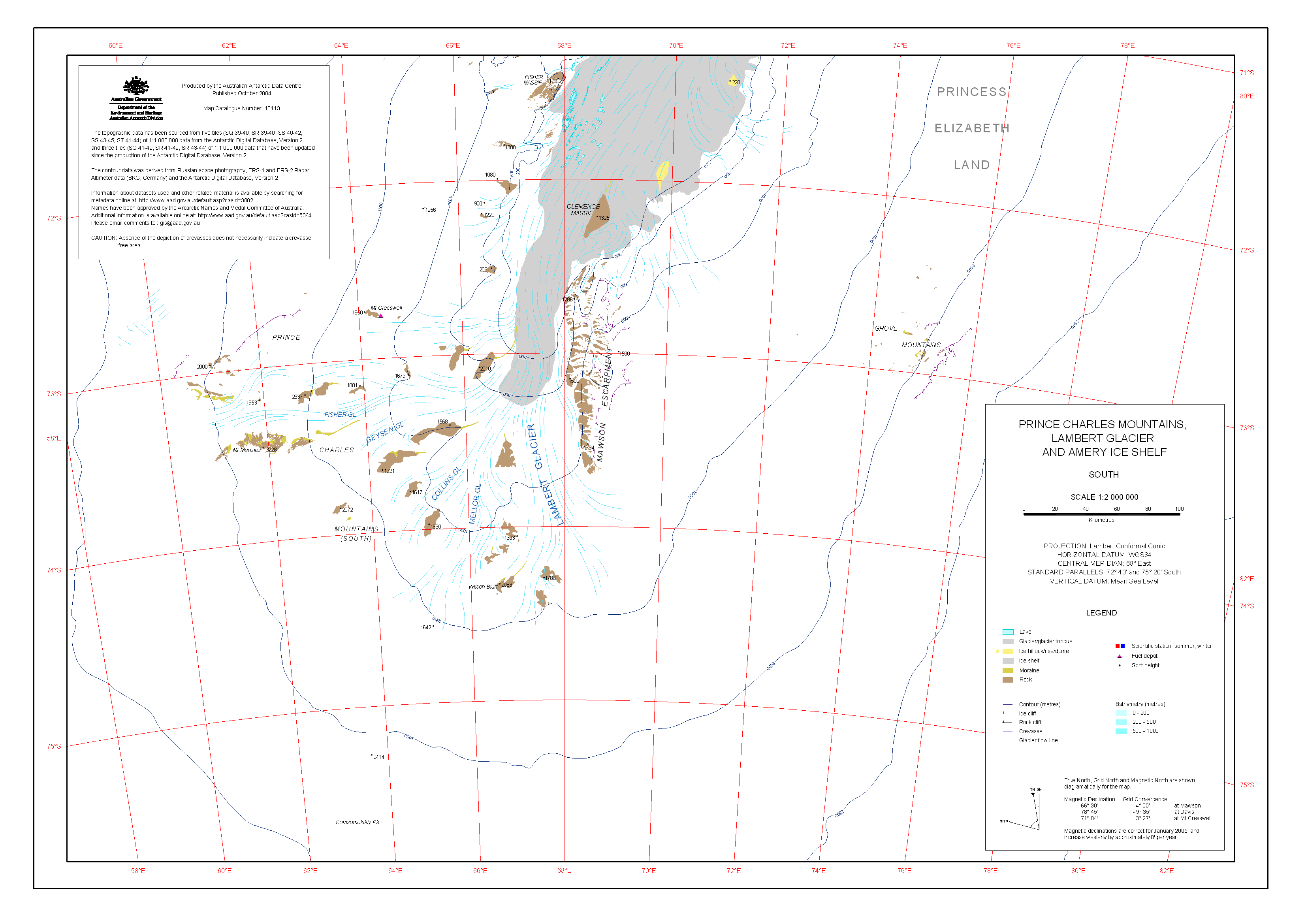
Prince Charles Mountains, Lambert-Gletscher und Amery-Schelfeis

Die aus der Eisbedeckung ragenden Berge und Felsformationen der Ruker-Provinz bilden die südlichen Prince Charles Mountains. Sie schließt an die südlichen Bereiche der nördlichen Prince Charles Mountains mit der Rayner-Provinz an. Der in Richtung des Kontinentalrandes verlaufende Lambert-Graben teilt die Ruker-Provinz in zwei Terrane, das Ruker-Terran und das Lampert-Terran. Sie befinden sich im Mac-Robertson-Land, das Lambert-Terran kann auch dem Prinzessin-Elisabeth-Land zugeordnet werden. Letzteres schließt nordöstlich an das Ruker-Terran an. Weite Bereiche der Provinz sind von einer mächtigen Eisschicht bedeckt.

## Geodynamische Entwicklung
Früheste geologische Ereignisse wurden anhand der Samarium-Neodym-Methode (Sm-Nd-Methode) auf ca. 3900 bis 3800 mya datiert. Sie beziehen sich auf die Entwicklung von Tonalit-Trondhjemit-Granodiorit-Assoziationen, die typischerweise archaische TTG-Komplexe bildeten. Aus ihnen entstand neue Erdkruste, aus der sich wiederum das granitisch-orthogneisische Grundgebirge der Ruker-Provinz bildete.
Auf dem kristallinen Grundgebirge aus Graniten und Orthogneisen lagerten sich mächtige suprakrustale Gesteinssequenzen unterschiedlicher Zusammensetzung ab. Deformationen und Krustenstauchungen erzeugten meist moderate Metamorphosen.
Einzelne Granite und Orthogneise sind die ältesten antarktischen Gesteine, die keiner mehrfachen Metamorphose unterlagen und konnten somit weitgehend ihre ursprünglichen Strukturen und Texturen beibehalten.
Das Ruker-Terran und das Lambert-Terran weisen gewisse unterschiedliche geodynamischen Entwicklungen auf und unterscheiden sich hinsichtlich ihrer geologischen Historie.

### Ruker-Terran
- Tektono-magmatische Ereignisse

In das Grundgebirge intrudierten mehrfach Protolithe. Die ältesten Protolithe (Ausgangsgesteine) waren tonalitische Trondhjemite, die zwischen 3390 und 3380 mya auskristallisierten. Sie entstammten wahrscheinlich einer mafischen Schmelze. Um 3180 und 3160 mya bildeten sich Protolithe von granitischen Orthogneisen. Weitere Magmaentwicklungen erfolgten zwischen 2900 und 2800 mya.
Zwischen 2790 und 2770 mya fanden die einzigen archaischen tektono-thermale Ereignisse statt mit Deformationen und Krustenstauchungen sowie metamorphen Überprägungen mit Ausbildung von Amphibolit-Fazies. Im Bereich den südlichen Mawson Escarpment, das dem Ruker-Terran zugeordnet wird, entwickelten sich um 2790 mya Scherzonen.
Ebenfalls im südlichen Mawson Escarpment stiegen um 2645 mya posttektonische muskovithaltige pegmatitische Dykes auf. Sie wurden nicht deformiert und dokumentieren somit das Mindestalter von archaischen Deformationen und Metamorphosen. Um 2500 mya entwickelten sich im südlichen Mawson Escarpment granitische Dykes.
Vor 2200 mya entstanden in regionalen Bereichen Protolithe von granitischen Orthogneisen. Um 2200 mya traten regional Metamorphosen auf, die zu moderaten Gesteinsüberprägungen von Grünschiefer-Fazies bis Amphibolit-Fazies führten. Im Zeitraum um 2100 mya und um 1708 mya stiegen erneut regionale pegmatitische Dykes auf. Sie durchschlugen ebenso wie die von 2645 mya die suprakrustalen Gesteinssequenzen.
- Sedimentäre Einheiten

Im Ruker-Terran entwickelten sich fünf räumlich getrennte lithostratigraphische Einheiten. Sie bilden suprakrustale Gesteinssequenzen, die im Wesentlichen aus Quarziten, Metakonglomeraten, Metapeliten und Metavulkaniten bestehen. Sie weisen Alter zwischen dem Mesoarchaikum von ca. 3200 mya bis zum Paläoproterozoikum von ca. 2100 mya auf. Die letzte Einheit entstand im Neoproterozoikum um ca. 950 mya. Alle Einheiten unterlagen unterschiedlichen Metamorphosen und Deformationen.

### Lampert-Terran

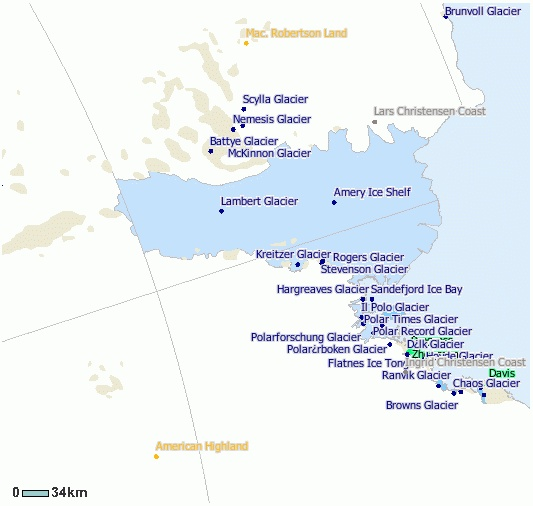
Landsat-Satellitenkarte des Lambertgletschers und Umgebung
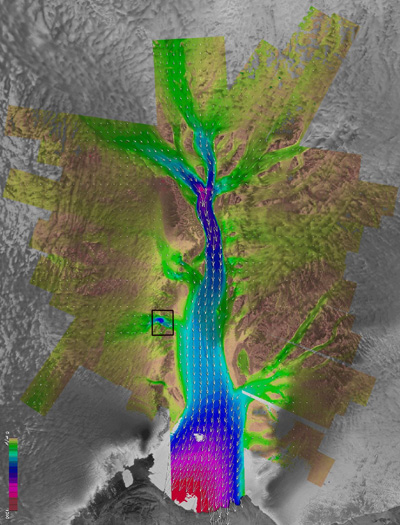
Satellitenaufnahme Lambertgletschers mit farblich markierten Fließgeschwindigkeiten
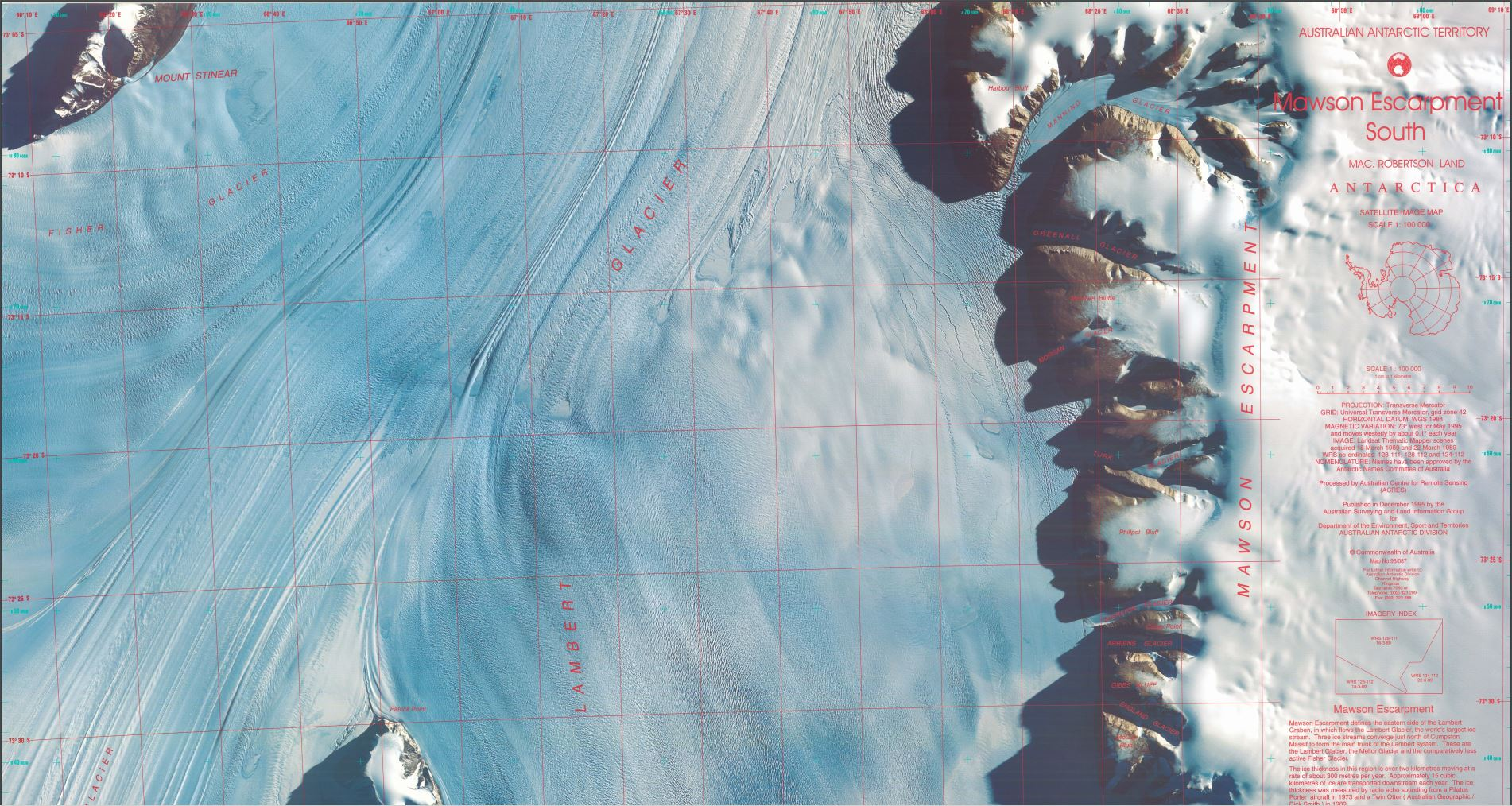
Satellitenaufnahme südliches Mawson Escarpment, Mac-Robertson-Land
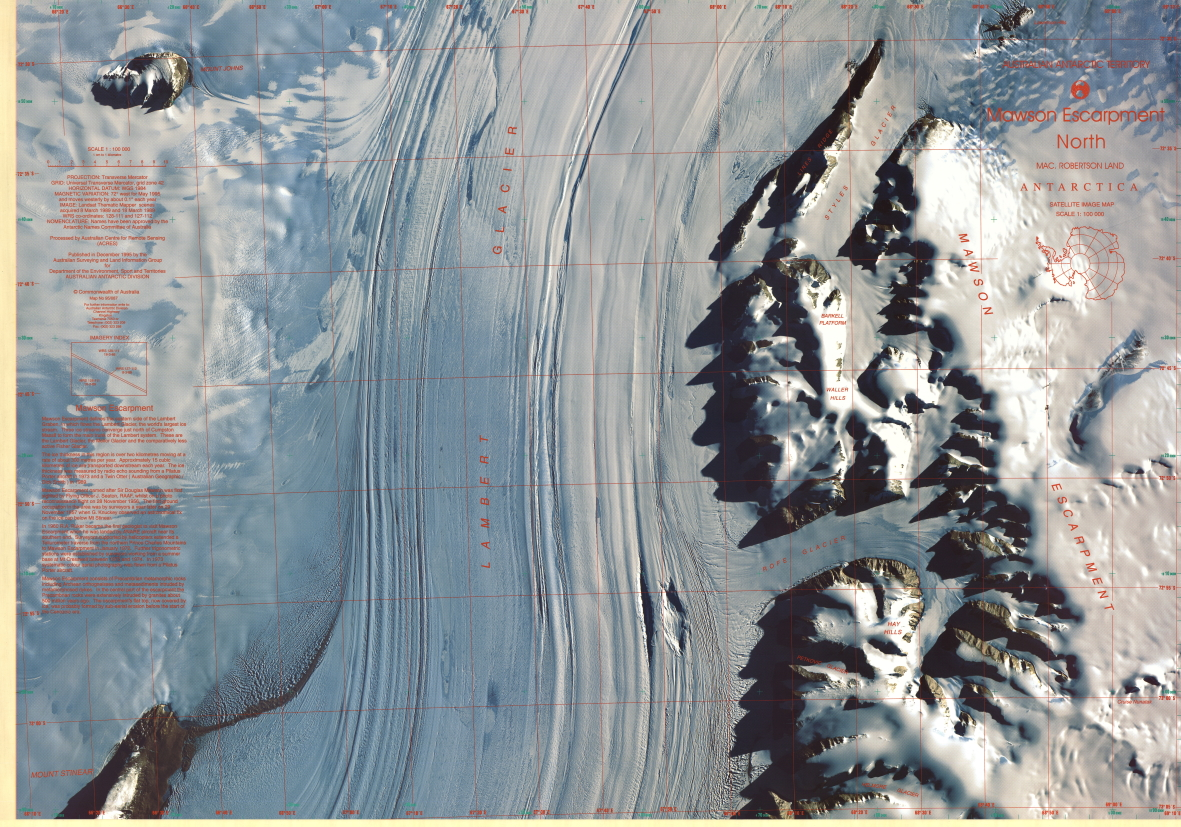
Satellitenaufnahme nördliches Mawson Escarpment, Mac-Robertson-Land

Das Lampert-Terran wird durch den Lampert-Graben vom Ruker-Terran und der Rayner-Provinz in den nördlichen Prince Charles Mountains getrennt. Dieser Graben stellt einen breiten ca. 1000 Kilometer langen intrakontinentalen Grabenbruch dar, der quasi senkrecht zum Kontinentalrand verläuft und in die Prydz Bay mündet. Er entwickelte sich ab dem Karbon vor etwa 300 mya und wird vom Lambertgletscher durchflossen, der in das Amery-Schelfeis mündet. Dieser Gletscher ist weltweit der größte und längste Eisstrom.
Die östliche Flanke des Lambert-Terrans erstreckt sich entlang des Lambert-Grabens und bildet dort das zentrale und nördliche Mawson Escarpment. Dieses Terran stellt eine ca. 150 Kilometer lange und bis zu 1 Kilometer hohe steile Abbruchkante dar, die bei der Trennung Proto-Ostantartikas von Groß-Indien entstand. Groß-Indien setzte sich vor dem Zerfall Gondwanas aus den Landmassen Indiens, Ostmadagaskars, Sri Lankas und der Seychellen zusammen (siehe auch → Groß-Indien). 
Der Lambert-Graben stand ursprünglich in Verbindung mit dem ostindischen Mahanadi-Graben bzw. Mahanadi-Becken in den Ostghats.
- Tektono-magmatische Ereignisse

Die tektono-magmatische Evolution des Lambert-Terrans lässt sich zurückverfolgen bis 3520 mya als sich erste Protolithe von granitischen Orthogneisen entwickelten. Weitere magmatische Intrusionen folgten um 2470 und 2420 mya. Die aufgestiegenen Magmen formten größere flächenhafte Sequenzen aus einer Vielzahl von relativ geringmächtigen Schichten oder kompakte Massive aus.
Besonders charakteristisch sind mächtige metamorphe Komplexe, die aus mafischen Glimmerschiefern oder Metagabbros bestehen, assoziiert mit Paragneisen, Marmoren und lokalen, tektonisch zerbrochenen ultramafischen Blöcken. Sie kommen überwiegend in nördlichen Terran-Bereichen vor. Die Platznahme dieser Komplexe wurde mittels Zirkonanalyse zwischen 2400 und 2150 mya datiert.
Um 2200 mya stiegen felsische Dykes auf. Ihnen folgte um 2120 mya die Platznahme von Protolithen, die zwischen 2065 und 2000 mya metamorph zu Orthogneise überprägt wurden. Weitere umfangreiche felsische Dykes-Schwärme traten um 1470 mya auf.
Muskovithaltige Granite bildeten sich um 500 mya.
- Sedimentäre Einheiten

Frühpaläoproterozoische Sedimentationsprozesse ereigneten sich vermutlich im Zeitraum zwischen 2400 und 2000 mya, was aus Daten einiger Paragneise ermittelt wurde. Die abgelagerten Sedimentsequenzen bestehen überwiegend aus Metapeltiten, Metapsammiten, Kalksilikatfelsen und Marmoren.
In Metasedimenten wurden fossile Acritarcha gefunden, deren Alter ins Mesoarchaikum oder Mesoarchaikum/ Neoproterozoikum datieren.